# Boranup Beach
Boranup Beach är en strand i Australien. Den ligger i kommunen Augusta-Margaret River Shire och delstaten Western Australia, omkring 260 kilometer söder om delstatshuvudstaden Perth.
Runt Boranup Beach är det mycket glesbefolkat, med 3 invånare per kvadratkilometer. Genomsnittlig årsnederbörd är 1 147 millimeter. Den regnigaste månaden är maj, med i genomsnitt 198 mm nederbörd, och den torraste är februari, med 10 mm nederbörd.